# Tiêu dôi
Tiêu dôi hay còn gọi là tiêu gập (danh pháp hai phần: Piper retrofractum) là loài dây leo có hoa thuộc họ Hồ tiêu Piperaceae, được trồng để lấy quả dùng làm gia vị. Quả tiêu dôi có hình dạng và mùi vị tương tự quả tiêu lốt (Piper longum).
Quả tiêu dôi chứa 44% đến 49% tinh bột, 10% đến 15% chất xơ, 8% tro và 1% tinh dầu. Tinh dầu tiêu dôi có mùi thơm tương tự tinh dầu gừng, chứa chủ yếu là piperin.

## Hình ảnh

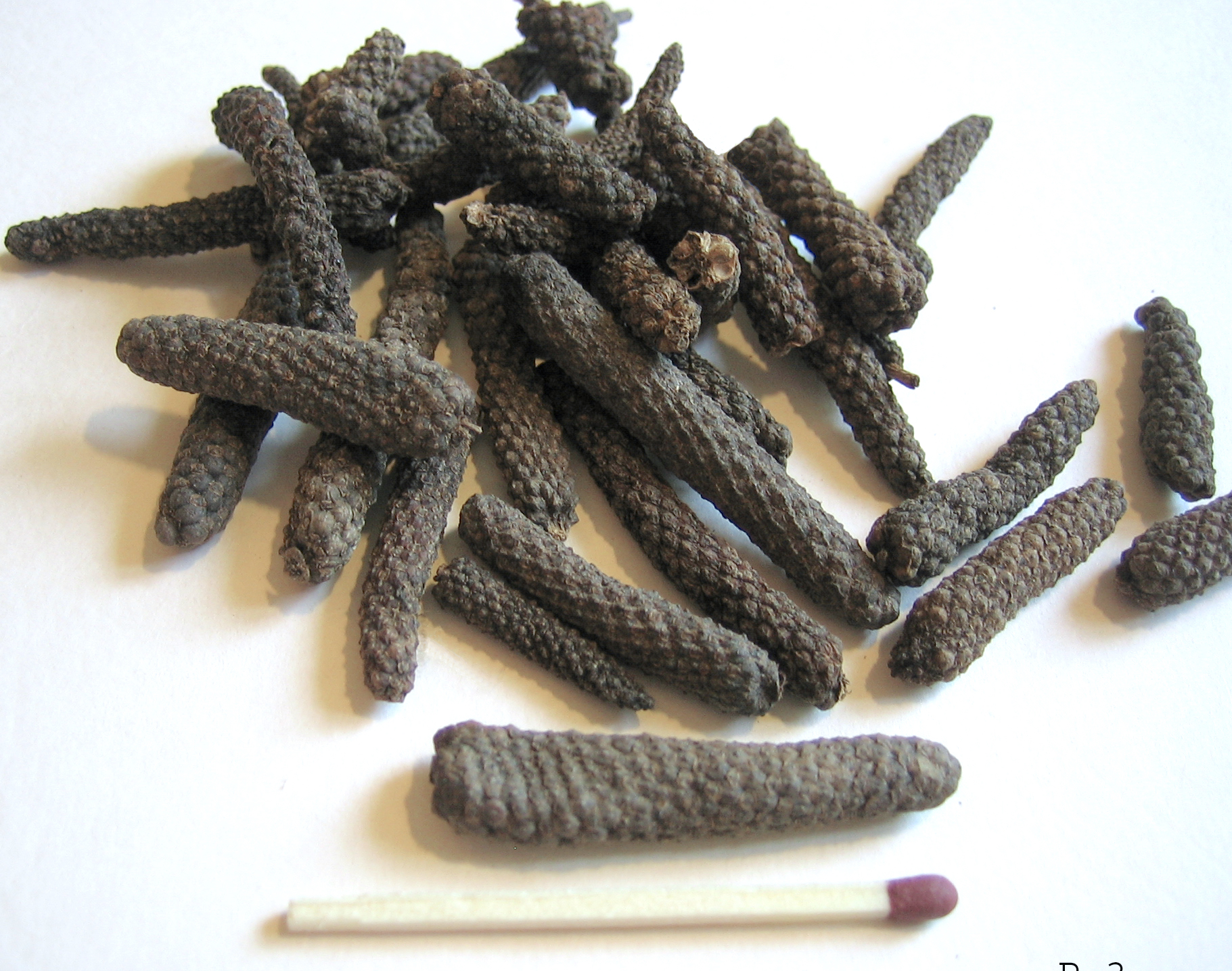
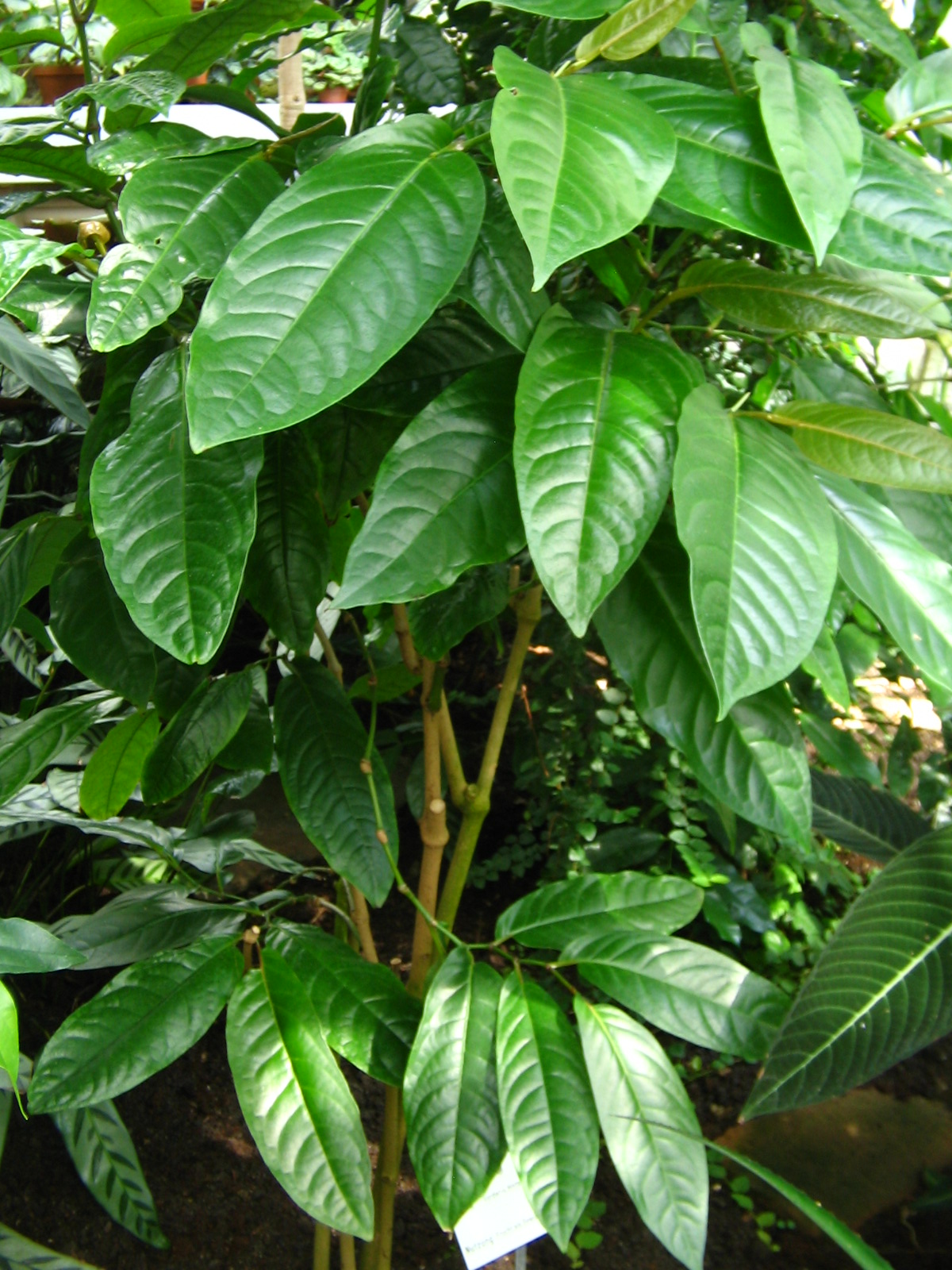
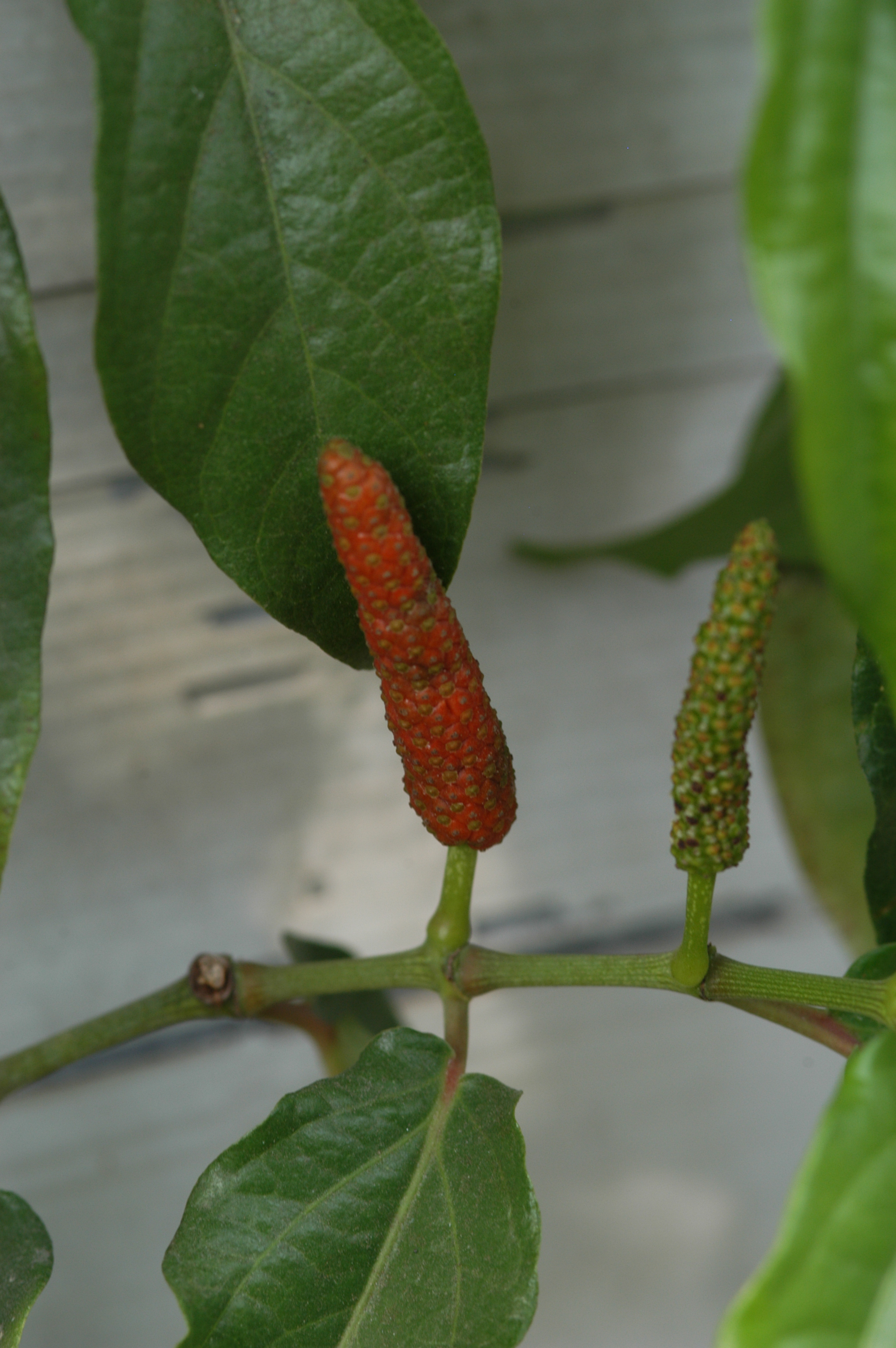
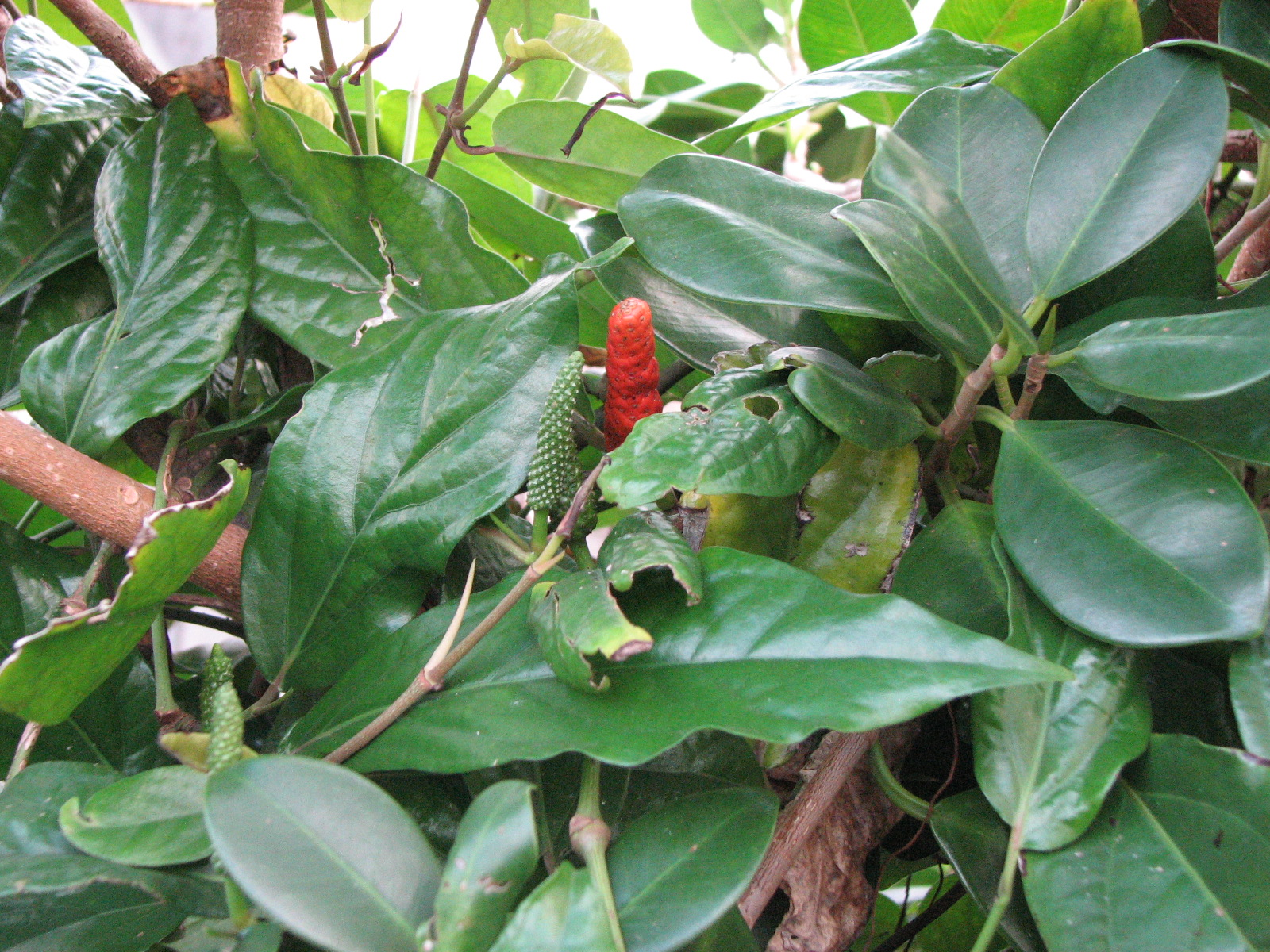